# Heinrich Gustav Mühlenbeck
Heinrich Gustav Mühlenbeck, nombre también dado como Henri Gustave Muehlenbeck (2 de junio de 1798, Sainte-Marie-aux-Mines - 21 de noviembre de 1845, Mühlhausen) fue un médico y coleccionista botánico alsaciano conocido por su trabajo con las briófitas.
Estudió medicina y cirugía en Estrasburgo y París. En 1822 se convirtió en un médico de medicina general en Guebwiller, y desde 1833 en adelante, vivió y trabajó en Mühlhausen. Él era un miembro fundador de la Société médicale du Haut-Rhin.
Durante su carrera, colaboró con Jean Baptiste Mougeot, un botánico conocido por sus investigaciones sobre la flora nativa de Vosges. Se le recuerda por sus investigaciones de la flora criptogámica de Suiza; en 1839 acompañó a Philipp Bruch y Wilhelm Philippe Schimper en una excursión botánica a los Alpes, y en 1844 viajó al cantón de los Grisones.

## Honores

### Eponimia
Género
- Muehlenbeckia fue nombrado en su honor por el botánico suizo Carl Meissner.[4]

Especies
- Grimmia muehlenbeckii
- Dicranum muehlenbeckii
- Bryum muehlenbeckii.[5]

- La abreviatura «Muehlenbeck» se emplea para indicar a Heinrich Gustav Mühlenbeck como autoridad en la descripción y clasificación científica de los vegetales.[6]